# Vemb
Vemb is een plaats in de Deense regio Midden-Jutland, gemeente Holstebro, en telt 1307 inwoners (2007). Het dorp ligt aan de spoorlijn Esbjerg - Struer. In het verleden was het station ook het beginpunt van Lemvigbanen.
- Virtual International Authority File: 245851483